# 興洪
興洪（1905年九月）為中國清朝時期浙江反清起事者大开和尚、陳魁鰲的年號，前後共計1個月。
陶成章《浙案纪略》记载，清德宗光绪三十一年（1905年）九月，浙江大开和尚、陈魁鳌建号神乐王，改元兴洪。学者王顯成认为，兴汉和兴洪口号的提出，并不是简单的历史回归，而是在辛亥革命时期古典文化、汉族本位思想、种族主义思想在起义军身上的直接反映。

## 西元紀年對照表
| 興洪 | 元年   |
| ---- | ------ |
| 公元 | 1905年 |
| 干支 | 乙巳   |

## 同期存在的其他政權年號
- 中國
  - 光绪（1875年－1908年）：清朝—光绪帝載湉之年號
- 韩国
  - 光武（1897年－1907年）大韩帝国—高宗年号
- 越南
  - 成泰（1889年－1907年）：阮朝—成泰帝年号
- 日本
  - 明治（1868年—1912年）：大日本帝国—明治天皇年号

## 來源
1. ↑  汤志钧编《陶成章集》，中华书局，2014年，第392页。ISBN 9787101099843
2. ↑  王显成《陶成章的民族主义与江浙辛亥革命》，湛江师范学院学报，1997年3月